# Alzoniella
Alzoniella là một chi ốc nước ngọt nhỏ sống ở suối, động vật thân mềm chân bụng sống trong môi trường nước ngọt trong họ Hydrobiidae.

## Các loài
Chi Alzoniella có các loài sau:
- Alzoniella hartwigschuetti
- Alzoniella slovenica